# Pegantha magnifica
Pegantha magnifica är en nässeldjursart som beskrevs av Ernst Haeckel 1879. Pegantha magnifica ingår i släktet Pegantha och familjen Solmarisidae. Inga underarter finns listade i Catalogue of Life.